# Districte de Jalaun

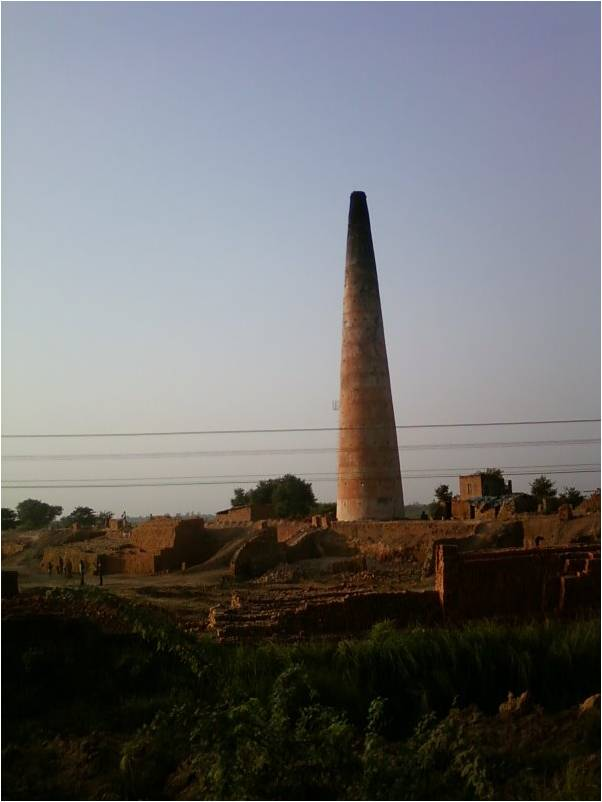
Camps

El districte de Jalaun (Hindi:जालौन) és una divisió administrativa a Uttar Pradesh a la divisió de Jhansi, Índia. És el més septentrional dels districtes del Bundelkhand històric. La capital és Orai i el nom de Jalaun el porta per l'antiga capital maratha de la zona. Altres ciutats a part de Jalaun i Orai són Kalpi, Kunch o Konch i Madhogarh.
La superfície és de 4565 km² i la població d'1.455.859 habitants (cens del 2001) amb una densitat de 319 persones per km².

## Administració

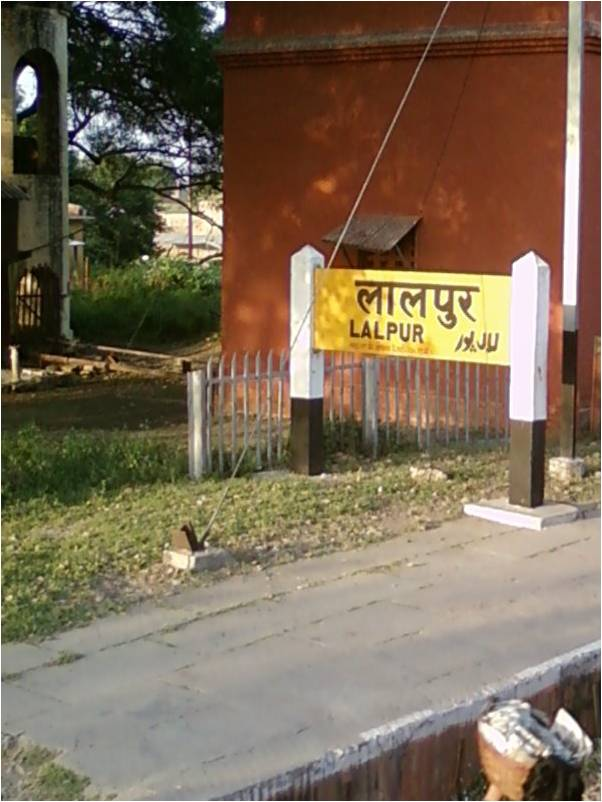
Estació de Lalpur

Administrativament el formen 5 tehsils:
- Orai
- Jalaun
- Kunch
- Kalpi
- Madhogarh

Hi ha també 9 blocs de desenvolupament rural (blocks):
- Dakor
- Jalaun
- Kadaura
- Konch
- Kuthaund o Kuthond
- Madhogarh
- Mahewa
- Nadigaon
- Rampura

## Rius
- Jumna
  - Betwa
  - Pahuj
- Non

## Història

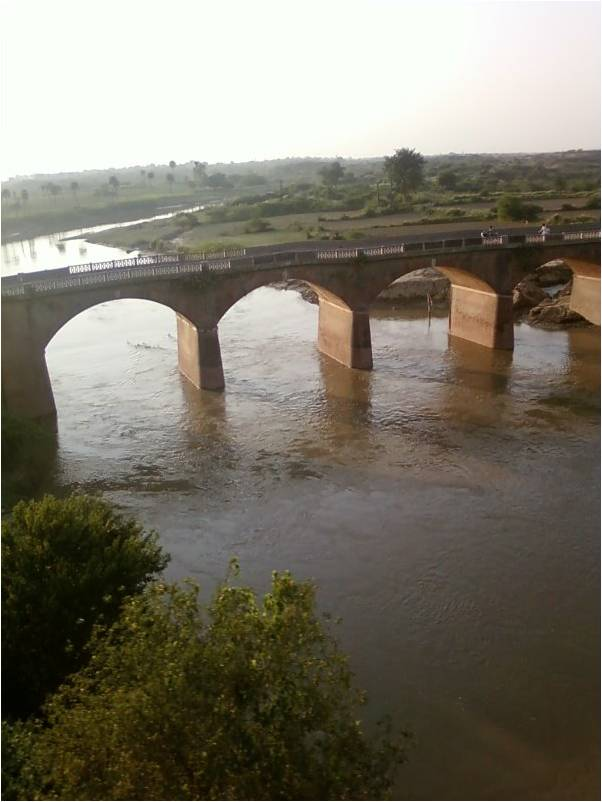
ARiu al districte

La ciutat de Kalpi fou ocupada per Qutb-ad-Din Àybak el 1196. Com que controlava el pas del Jumna s'hi va establir una forta guarnició i fou base per les expedicions a Índia central i Dècan i després fortalesa entre Agra i Bengala. Al segle xiv la van dominar un temps els bundeles. Al segle xv, en la lluita entre Delhi i Jaunpur, fou escenari de diverses batalles i setges. Els confederats hindús contra Baber es van reunir a Kalpi i van avançar per acabar derrotats greument prop de Fatehpur Sikri (1526). Durant els següents 30 anys Kalpi fou presa i reconquerida diverses vegades.
Sota Akbar el Gran va esdevenir seu d'un sarkar. Els bundeles van tornar a disputar la zona al final del segle xvi encara sota Akbar. Bir Singh Deo, raja d'Orchha, va ocupar gran part del districte i va veure confirmada la seva possessió per Jahangir; es va revoltar quan Shah Jahan va pujar al tron i després d'una llarga lluita va acabar perdent la zona; una altra branca dels bundeles que havia adquirit poder al districte d'Hamirpur, va esdevenir preponderant i el seu cap Chhatarsal, va annexionar Jalaun.
Al començament del segle xviii fou atacat pel governador mogol d'Allahabad i va haver de cridar en ajut als marathes; a la seva mort el 1734 va cedir un terç de les seves possessions als seus aliats, terç en el que va quedar inclòs el districte de Jalaun. Sota els marathes el govern del territori va tenir condicions anàrquiques i les lluites internes foren habituals. El 1798 els britànics van ocupar Kalpi però no la van voler retenir.
El 31 de desembre de 1802 el tractat de Bassein va posar al peshwa maratha sota control britànic als que va cedir una part del districte per manteniment de les tropes (1803) en un acord que modificava el tractat de Bassein; però el fort de Kalpi estava en mans de Gobind Rao per compte de Shamsher Bahadur fill i successor d'Ali Bahadur (vegeu Bundelkhand) que no el va voler entregat; finalment fou ocupat després d'un setge curt. Himmat Bahadur, que havia ajudat als britànics, va rebre un territori a la vora del Jumna; Gobind Rao es va sotmetre el 1806 i va recuperar els seus dominis amb seu a Jalaun; la part del districte a la zona de Kalpi i de Kunch va quedar dins el districte britànic del Bundelkhand.
L'estat de Jalaun va estar mal governat; Govind Rao I va morir el 1822 i el va succeir Bala Rao; el 1825 fou dominat temporalment pel rebel Nana Pandit, però en fou expulsat pels britànics amb ajut de Jhansi; Bala Rao fou succeït per Govind Rao II el 1832; l'estat estava mal administrat i el 1838 el govern britànic en va assumir l'administració. Govind Rao II va morir sense successió el 1840 i segons la doctrina del lapse, per manca d'hereus directes, l'estat va passar als britànics i fou constituït en districte al que en els anys següents foren afegits altres territoris adquirits per tractat amb els rages de Jhansi i Gwalior, o que havien quedat sense hereus (lapse). El 1853 el districte d'Hamirpur fou ampliat cap al sud amb territoris procedents de Jalaun, mentre Kunch i Kalpi, que no en formaven part, foren agregat a aquest districte; el 1856 li foren agregats territoris procedents del districte de Jhansi, i Jalaun va quedar en la seva forma quasi definitiva, excepte per unes cessions a Gwalior el 1861.
El juny de 1857 es va saber a Orai de la revolta a Cawnpore i poc després de la massacre d'europeus a Jhansi. Els soldats del 53 d'Infanteria Nativa van desertar; el 15 de juny els rebels de Jhansi van arribar al districte i van matar als europeus que trobaven. Kesho Rao, raja de Gursarai, va assolir el comandament rebel i va retenir alguns oficials europeus com a presoners durant uns mesos; derrotat el cap rebel Nana Sahib, aquest va fugir de Cawnpore i Kesho Rao va començar a negociar amb el coronel Neill la seva restauració; després d'alliberar als presoners Kesho Rao es va establir per un temps a Jalaun però a l'arribada del rebel Tantia Topi a l'octubre, les baralles entre els revolucionaris van esclatar; Kesho Rao fou deposat i el seu fill fet presoner pels rebels; els amotinats de Jalaun es van unir als de Gwalior i se'n van anar a Cawnpore; el poble va començar saquejos incontrolats i matances indiscriminades. El maig de 1858 després de la caiguda de Jhansi, Sir Hugh Rose va entrar al districte i va derrotar els rebels a Kunch. Va deixar algunes tropes al raja de Gursarai, que ara era lleial als britànics, i es va nomenar un nou subcomissionat pel districte amb seu a Kunch; Sir Hugh Rose va avançar cap a la posició central dels rebels a Kalpi i els va expulsar d'aquesta ciutat el 22 de maig; després va seguir cap a Gwalior, sense poder deixar tropes de guarnició al districte excepte un petit grup de guàrdies i quan va sortir de la zona la part occidental del districte va caure novament en l'anarquia retornant els saquejos; el juliol i agost els rebels van tornar a atacar i saquejar Kunch i Jalaun; aquesta ciutat fou recuperada immediatament pels britànics procedents de Kalpi; el setembre els caps rebels foren derrotats i progressivament va retornar la normalitat. El districte de Jalaun fou no regulat fins al 1891 quan fou declarat districte ordinari.
Al districte hi havia com a destacades antiguitats només dos pilars del temps dels chandeles a Orai. A Kalpi hi ha algunes tombes musulmanes. La batalla en què Prithwl Raj de Delhi va derrotar el darrer gran sobirà chandella del Bundelkhand s'hauria lliurat a la vila d'Akori prop d'Orai, però no en queda cap rastre.
El 1901 el districte britànic formava part de la divisió de Jhansi a les Províncies del Nord-oest i després a la divisió d'Allahabad dins les Províncies Unides d'Agra i Oudh. La població era: 
- 1872: 404.447
- 1881: 418.142
- 1891: 399.361
- 1901: 399.726

El nombre de pobles el 1901 era de 837, amb 6 ciutats. Estava dividit en quatre tahsils:
- Orai
- Kalpi
- Jalaun
- Kunch

El tehsil de Jalaun (parganes de Jalaun i part de la de Madhogarh) tenia una superfície de 1098 km² i població de 147.090 habitants el 1891 i 160.381 el 1901, amb 381 pobles i dues ciutats, entre les quals Jalaun (8.573 habitants el 1901) la capital.
Les principals ciutats eren Kunch, Kalpi i Orai, aquesta darrera era la capital del districte. El 94% de la població era hinduista i el 6% musulmans
El districte incloïa tres grans estats zamindari:
- Rampura
- Jagamanpur
- Gopalpura

Entre els tres mesuraven 220 km² però no es van fer estadístiques separades.